# (73679) 1989 SQ2
(73679) 1989 SQ2 – planetoida z pasa głównego asteroid okrążająca Słońce w ciągu 3,49 lat w średniej odległości 2,3 j.a. Odkryta 26 września 1989 roku.